# 메인 대학교
메인 대학교(University of Maine, UMaine, Maine, 이전 이름: UMO)는 미국 메인주 오로노에 위치한 공립의 랜드그랜트 종합대학이다. 1865년 메인주의 랜드그랜트 칼리지로 설립되었다.
등록 학생 수는 약 11,500명이다. 메인 블랙베어스(Maine Black Bears)라는 별칭의 메인 대학교 운동 선수팀이 있다.

## 역사
모릴법에 따라 1865년 설립되었다. 1865년 "Maine State College of Agriculture and the Mechanic Arts"라는 이름으로 설립되어 1868년 9월 21일 개교하였고 1897년 현재의 메인 대학교라는 이름으로 변경되었다.